# Ngong Shuen Chau
 (février 2015).
Si vous disposez d'ouvrages ou d'articles de référence ou si vous connaissez des sites web de qualité traitant du thème abordé ici, merci de compléter l'article en donnant les références utiles à sa vérifiabilité et en les liant à la section « Notes et références ».
Ngong shuen chau (chinois simplifié : 昂船洲 ; cantonais Jyutping : ngong5 syun4 zau1), également connu sous le nom Stonecutters Island (signifiant en anglais, « île des tailleurs de pierre ») est une île de Hong Kong, rattachée aujourd'hui à Kowloon.
Sur cette île a été construit le pont de Nong shuen chau (Stonecutters Bridge en anglais) pour rejoindre le quartier de Nam Wan Kok, sur l'Île Tsing Yi. Ce pont fait partie du réseau routier qui rejoint l'aéroport international de Hong Kong, sur l'Île de Lantau et le centre ville de Kowloon.